# 藤原頼任
藤原 賴任（ふじわら の よりとう）は、平安時代中期の貴族。藤原北家魚名流、山城守・藤原時明の子。初名は公信。官位は従四位上・右中弁。

## 経歴
一条朝の寛弘年間（1004年-1012年）初頭に文章生を経て、五位蔵人・内記を務める。三条朝では検非違使右衛門権佐を務めたほか、中宮権大進として中宮・藤原妍子にも仕え、この間の長和2年（1013年）従五位上に叙せられている。
後一条朝では皇太后となった藤原妍子に皇太后宮権大進/亮として引き続き仕える一方で、寛仁元年（1017年）ごろ丹波守に任ぜられる。寛仁3年（1019年）6月に丹波国の百姓らが陽明門の前に立って頼任の不正行為を訴えたため、頼任は「騎馬兵」を使って百姓らを追捕したが、このために頼任は藤原道長・頼通父子から叱責を受けた。7月に入ってこの事件への対処のためか、頼任は丹波国へ下向している。9月に入ると今度は丹波国の百姓ら数100人が陽明門において、頼任の善政を訴えるとの挙動に出ている。
治安元年（1021年）美濃守として再び地方官に任ぜられると、万寿2年（1025年）まで務め上げ、同年12月に治国の功労により加階を申請されて、その後従四位上に叙せられたか。長元2年（1029年）散位から右中弁に直任されている。
長元3年（1030年）7月卒去。

## 官歴
- 時期不詳：勧学院学頭[6]
- 長保2年（1000年） 4月9日：蔵人所雑色[6]
- 寛弘元年（1004年） 11月11日：見文章生[7]
- 時期不詳：従五位下
- 寛弘2年（1005年） 正月10日：五位蔵人[7][8]
- 寛弘3年（1006年） 6月23日：見内記[7]
- 時期不詳：中宮権大進（中宮・藤原妍子）
- 長和2年（1013年） 9月16日：従五位上（行幸中宮次賞）[7][8]
- 長和3年（1014年） 6月18日：見検非違使右衛門権佐[8]
- 寛仁元年（1017年） 7月19日：見丹波守[8]
- 寛仁4年（1020年） 6月14日：見皇太后宮権大進（皇太后・藤原妍子）[9]
- 治安元年（1021年） 8月22日：見美濃守
- 治安3年（1023年） 10月19日：見皇太后宮亮[8]
- 時期不詳：従四位上
- 長元2年（1029年） 正月24日：右中弁[10]
- 長元3年（1030年） 7月：卒去[10]

## 系譜
『尊卑分脈』による。
- 父：藤原時明
- 母：藤原忠君の娘
- 妻：藤原済家または伊勢守清家（姓不詳）の娘
  - 男子：藤原隆経（?-1072頃）
- 生母不詳の子女
  - 男子：良経